# Putinci
Putinci (en serbe cyrillique : Путинци) est une localité de Serbie située dans la province autonome de Voïvodine. Elle fait partie de la municipalité de Ruma dans le district de Syrmie (Srem). Au recensement de 2011, elle comptait 2 745 habitants.
Putinci, officiellement classé parmi les villages de Serbie, est une communauté locale, c'est-à-dire une subdivision administrative, de la municipalité de Ruma.

## Géographie

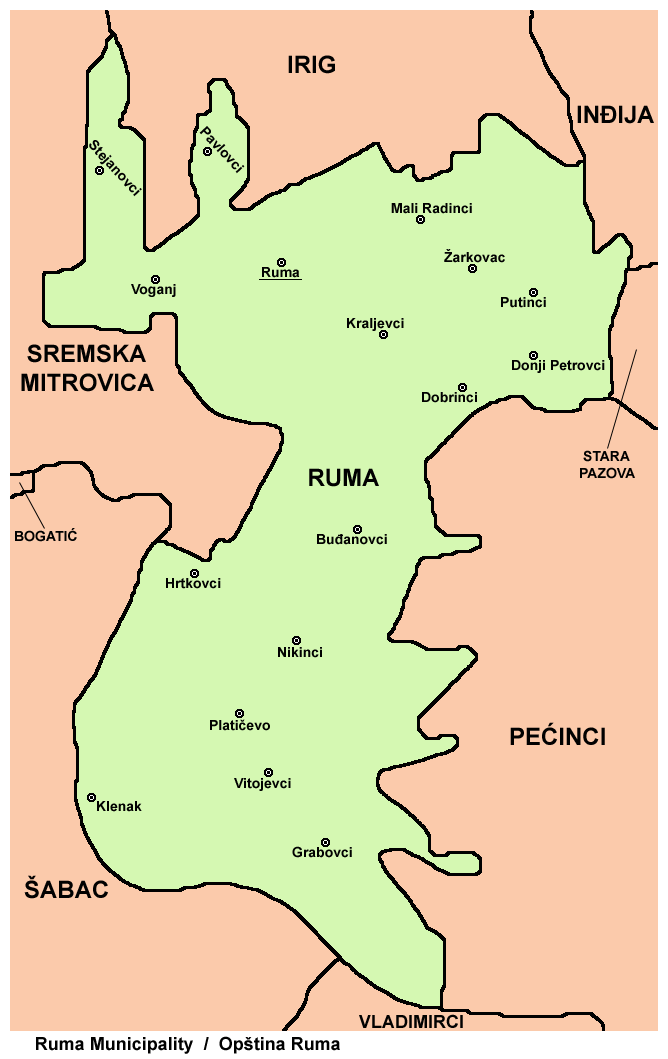
Localisation de Putinci dans la municipalité de Ruma

Putinci se trouve dans la région de Syrmie, au pied du versant méridional du massif de la Fruška gora. Le village est situé sur les bords de la Jarčina, un affluent de la Save, et sur la route régionale M-106 qui relie Ruma à Stari Banovci en passant par Stara Pazova.

## Démographie

### Évolution historique de la population
| 1948  | 1953  | 1961  | 1971  | 1981  | 1991  | 2002  | 2011  |
| ----- | ----- | ----- | ----- | ----- | ----- | ----- | ----- |
| 2 251 | 2 294 | 3 029 | 2 938 | 3 075 | 2 890 | 3 244 | 2 745 |

|  |

### Données de 2002
Pyramide des âges (2002)
En 2002, l'âge moyen de la population était de 39,4 ans pour les hommes et 41,8 ans pour les femmes.
Répartition de la population par nationalités (2002)
En 2002, les Serbes représentaient 95 % de la population.

### Données de 2011
En 2011, l'âge moyen de la population était de 44,2 ans, 42,9 ans pour les hommes et 45,5 ans pour les femmes.